# Eulogy
Eulogy är en amerikansk film från år 2004. Det är en svart komedi. I rollerna syns bland andra Ray Romano, Hank Azaria och Famke Janssen. Filmen regisserades av Michael Clancy.

## Rollistan
| Skådespelare       | Roll                 |
| ------------------ | -------------------- |
| Zooey Deschanel    | Kate Collins         |
| Hank Azaria        | Daniel Collins       |
| Piper Laurie       | Charlotte Collins    |
| Jesse Bradford     | Ryan Carmichael      |
| Glenne Headly      | Samantha             |
| Famke Janssen      | Judy Arnolds         |
| Kelly Preston      | Lucy Collins         |
| Ray Romano         | Skip Collins         |
| Rip Torn           | Edmund Collins       |
| Debra Winger       | Alice Collins        |
| Curtis Garcia      | Fred Collins         |
| Keith Garcia       | Ted Collins          |
| Allisyn Ashley Arm | Alice's Tysta Dotter |
| Matthew Feder      | Alice's Tysta Son    |
| Jordan Moen        | Alice's Tysta Son    |